# Andalán
Andalán fue una revista de información general, publicada en Zaragoza, en papel desde 1972 a 1987, y en edición digital, desde 2010 a 2023.

## El periodo delfranquismo
A partir del 23 de enero de 1970 Eloy Fernández Clemente realizó varias solicitudes para su creación, que no fueron atendidas, y retrasaron la aparición del periódico hasta el 15 de septiembre de 1972, siendo dirigido por él y apareciendo con periodicidad quincenal.
Desde su aparición, se convirtió en el periódico más importante de la Transición en Aragón, caracterizándose sus contenidos por las referencias a la izquierda, el aragonesismo y la cultura. El éxito de la publicación en esta primera etapa se debió a que era la única aragonesa que se ocupaba de cuestiones (información laboral, algunos aspectos de política internacional…) prácticamente ausentes en otros diarios y revistas y, además, con una perspectiva muy crítica con el régimen, lo que le llevó a sufrir varios secuestros.

## La democracia
Con la llegada de la democracia se produjeron varios cambios. Por una parte, en lugar de ser editado a título personal por Fernández Clemente y Carlos Royo-Villanova lo fue por la sociedad anónima "Andalán, S.A.", constituida por los 37 componentes de equipo que lo realizaba, pero de la que formaron parte más de mil accionistas.
Por otra, en mayo de 1977 pasó a tener periodicidad semanal y se hizo cargo de la dirección Pablo Larrañeta, que en septiembre de 1979 fue sustituido por Luis Granell y en noviembre de 1981 por Lola Campos. En esta etapa se alcanzaron las tiradas más altas, en torno a 16.000 ejemplares, con una difusión que se realizaba no sólo en el interior de Aragón, sino también entre los emigrantes aragoneses, especialmente en Cataluña y Madrid. Al final de esta etapa, volvió a la periodicidad quincenal.

## La etapa final de la edición impresa
Cuando en mayo de 1982 apareció el diario El Día, una parte de quienes habían formado parte de Andalán se integró en su redacción. En octubre de 1982, Eloy Fernández ocupó nuevamente la dirección. En esta época, la revista redujo los contenidos informativos (en los que no podía competir con los diarios) y centró su atención en los culturales y de opinión.
Los problemas económicos motivaron su cierre. Su último número, el 466-467, se publicó en enero de 1987.

## La reaparición
La publicación reapareció el 19 de enero de 2010, en formato digital de libre acceso.

## Otros redactores y colaboradores
El número de redactores y colaboradores del periódico fue muy elevado, contribuyendo muchos de ellos de forma desinteresada, especialmente durante la primera y última etapa del periódico. Además de los ya citados, entre los colaboradores más frecuentes se encontraban Luis Alegre, Pedro Arrojo, Artemio Baigorri, José Antonio Biescas, Juan José Carreras, Javier Delgado, Guillermo Fatás, José Luis Fandos, Rafael Fernández Ordóñez, Carlos Forcadell, Mario Gaviria, Emilio Gastón, Luis Germán, José Antonio Labordeta, José Luis Lasala, Julia López-Madrazo, José Ramón Marcuello, Enrique Ortego, Antonio Peiró, Vicente Pinilla, José Luis Rodríguez, Manuel Rotellar, Eliseo Serrano y Juanjo Vázquez, entre otros.